# Вільянуева (Нью-Мексико)
Вільянуева (англ. Villanueva) — переписна місцевість (CDP) в США, в окрузі Сан-Мігель штату Нью-Мексико. Населення — 207 осіб (2020).

## Географія
Вільянуева розташована за координатами 35°15′57″ пн. ш. 105°21′37″ зх. д. / 35.26583° пн. ш. 105.36028° зх. д. (35.265936, -105.360230).  За даними Бюро перепису населення США в 2010 році переписна місцевість мала площу 18,83 км², уся площа — суходіл.

### Клімат
| Клімат : Вільянуева     | Клімат : Вільянуева | Клімат : Вільянуева | Клімат : Вільянуева | Клімат : Вільянуева | Клімат : Вільянуева | Клімат : Вільянуева | Клімат : Вільянуева | Клімат : Вільянуева | Клімат : Вільянуева | Клімат : Вільянуева | Клімат : Вільянуева | Клімат : Вільянуева | Клімат : Вільянуева |
| Показник                | Січ.                | Лют.                | Бер.                | Квіт.               | Трав.               | Черв.               | Лип.                | Серп.               | Вер.                | Жовт.               | Лист.               | Груд.               | Рік                 |
| Середній максимум, °C   | 10,0                | 11,7                | 15,6                | 20,0                | 24,4                | 31,1                | 31,7                | 30,6                | 27,2                | 21,1                | 15,0                | 8,9                 | 20,6                |
| Середня температура, °C | 2,5                 | 3,9                 | 6,9                 | 10,6                | 15,8                | 21,1                | 23,1                | 22,2                | 18,3                | 12,5                | 6,7                 | 1,7                 | 12,1                |
| Середній мінімум, °C    | −5                  | −3,9                | −1,7                | 1,1                 | 7,2                 | 11,1                | 14,4                | 13,9                | 9,4                 | 3,9                 | −1,7                | −5,6                | 3,6                 |
| Норма опадів, мм        | 13                  | 13                  | 18                  | 25                  | 40                  | 41                  | 66                  | 74                  | 41                  | 30                  | 17                  | 24                  | 401                 |
| ----------------------- | ------------------- | ------------------- | ------------------- | ------------------- | ------------------- | ------------------- | ------------------- | ------------------- | ------------------- | ------------------- | ------------------- | ------------------- | ------------------- |
| Джерело:                |                     |                     |                     |                     |                     |                     |                     |                     |                     |                     |                     |                     |                     |

## Демографія
Згідно з переписом 2010 року, у переписній місцевості мешкало 229 осіб у 106 домогосподарствах у складі 66 родин. Густота населення становила 12 особи/км².  Було 145 помешкань (8/км²).
Расовий склад населення:
| - 52,4 % — білих - 3,5 % — корінних американців - 34,9 % — осіб інших рас |

До двох чи більше рас належало 9,2 %. Частка іспаномовних становила 89,5 % від усіх жителів.
За віковим діапазоном населення розподілялося таким чином: 17,9 % — особи молодші 18 років, 58,1 % — особи у віці 18—64 років, 24,0 % — особи у віці 65 років та старші. Медіана віку мешканця становила 48,5 року. На 100 осіб жіночої статі у переписній місцевості припадало 110,1 чоловіків;  на 100 жінок у віці від 18 років та старших — 113,6 чоловіків також старших 18 років.
За межею бідності перебувало 49,6 % осіб, у тому числі 0,0 % дітей у віці до 18 років та 0,0 % осіб у віці 65 років та старших.
Цивільне працевлаштоване населення становило 62 особи. Основні галузі зайнятості: будівництво — 71,0 %, освіта, охорона здоров'я та соціальна допомога — 16,1 %, науковці, спеціалісти, менеджери — 6,5 %, мистецтво, розваги та відпочинок — 6,5 %.